# 史提芬·帕斯夸爾
史提芬·帕斯夸爾（英語：Steven Pasquale，1976年11月18日—）是美國的一位演員。他最著名的作品是在電視劇火線救援中飾演Sean Garrity角色。他出演的首部電視劇是六呎風雲。

## 外部連結
- 史提芬·帕斯夸爾在互联网电影资料库（IMDb）上的資料（英文）
- 互聯網百老匯資料庫（IBDB）上史提芬·帕斯夸爾的資料（英文）
- 互联网外百老汇数据库（IOBDB）上史提芬·帕斯夸爾的資料（英文）